# Municipio de William Hamilton
El municipio de William Hamilton (en inglés, William Hamilton Township) es un municipio del condado de Hyde, Dakota del Sur, Estados Unidos. Tiene una población estimada, a mediados de 2022, de 6 habitantes.
Abarca una zona exclusivamente rural.

## Geografía
Está ubicado en las coordenadas 44°36′18″N 99°21′41″O / 44.60500, -99.36139. Según la Oficina del Censo de los Estados Unidos, tiene una superficie total de 92.80 km², de los cuales 92.44 km² corresponden a tierra firme y 0.36 km² están cubiertos de agua.

## Demografía
Según el censo de 2020, en ese momento había 10 personas residiendo en la zona. La densidad de población era de 0.11 hab./km². El 90.00 % de los habitantes eran blancos y el 10.00 % era amerindio. No había hispanos o latinos viviendo en la región.